# José Burgos
José Apolonio Burgos y García (Vigan, 9 febbraio 1837 – Manila, 17 febbraio 1872) è stato un presbitero, scrittore e educatore filippino. Membro del trio Gomburza, fu erroneamente accusato di tradimento per la sua presunta partecipazione all'ammutinamento di Cavite del 1872. Messo sotto processo dalle forze coloniali dell'impero spagnolo, fu condannato alla pena di morte tramite garrota assieme ai due altri sacerdoti.

## Biografia
José Burgos nacque il 9 febbraio 1837 a Vigan, Ilocos Sur, figlio dell'ufficiale spagnolo Don José Tiburcio Burgos e della meticcia filippina Florencia García. Frequentò il Collegio di San Juan de Letrán e l'Università di Santo Tomás, ottenendo tre lauree, due specialistiche e due dottorati di ricerca.